# Rudnica Mały Dworzec
Rudnica Mały Dworzec – zlikwidowana stacja kolejowa w Rudnicy, na linii kolejowej nr 414 Gorzów Wielkopolski Zieleniec – Chyrzyno, w województwie lubuskim, w Polsce.